# Wrzeście (powiat lęborski)
Wrzeście (dawniej Wrzeście Królewskie, kaszb. Krolewsczé Wrzesce lub też Wrzészcz, niem. (Königlich) Freist) – wieś w Polsce, położona w województwie pomorskim, w powiecie lęborskim, w gminie Wicko. 
| SIMC    | Nazwa    | Rodzaj    |
| ------- | -------- | --------- |
| 1014671 | Karczyna | część wsi |
| 1014702 | Sądowo   | część wsi |
| 1014748 | Zachacie | część wsi |

W latach 1975–1998 wieś należała administracyjnie do województwa słupskiego.
We wsi znajduje się jednostka Ochotniczej Straży Pożarnej. 